# خوسيه سان رومان
خوسيه سان رومان (بالإسبانية: José San Román) (17 أغسطس 1988 بسان مارتين في الأرجنتين - ) هو لاعب كرة قدم أرجنتيني في مركز الدفاع. لعب مع أرسنال ساراندي وتيغري وريفر بليت وغودوي كروز ونادي سان لورينزو وهوراكان وDeportivo Aragón ‏.

## وصلات خارجية
- خوسيه سان رومان على موقع إي إس بي إن إف سي (الإنجليزية)
- خوسيه سان رومان على موقع قاعدة بيانات كرة القدم.إي يو (الإنجليزية)
- خوسيه سان رومان على موقع Soccerway.com (الإنجليزية)